# Ploumanac'h

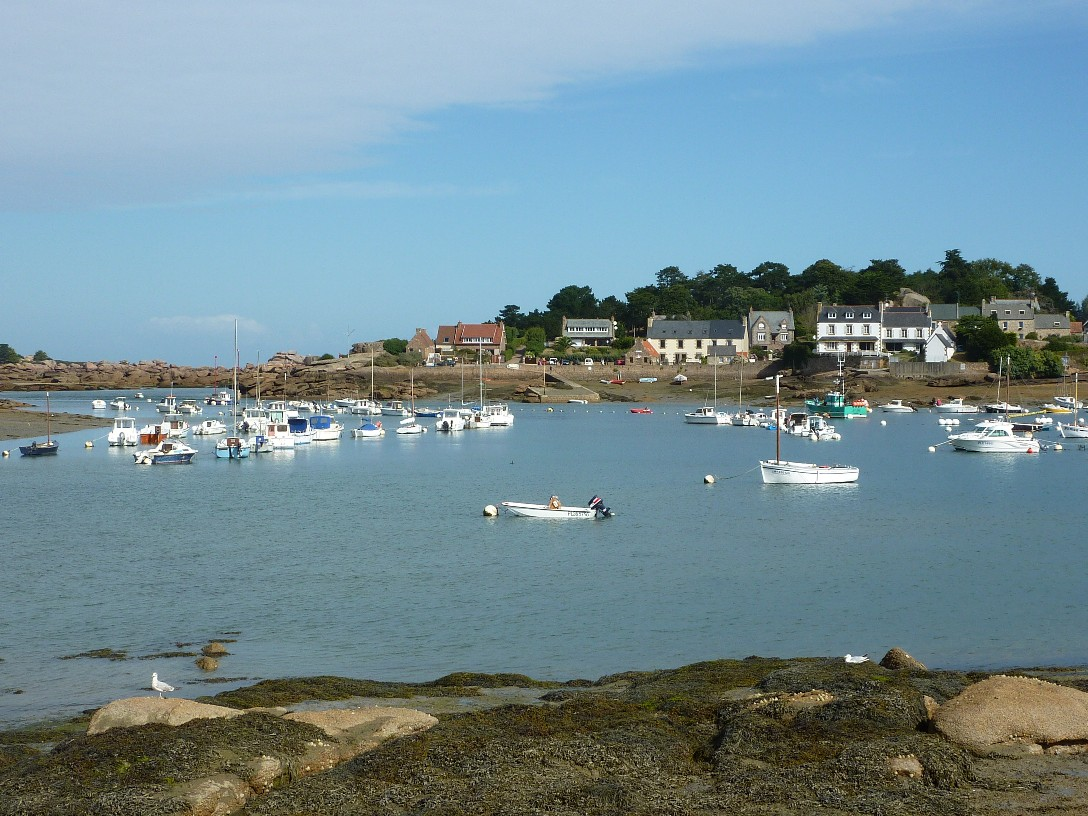
La entrada del puerto.

Ploumanac'h ( pronunciación en francés: /plumanak/ o [plumana], y en bretón [pluˈmãːnax] ) es un pueblo portuario en un puerto natural, parte del municipio de Perros-Guirec, en el distrito de Lannion, en el departamento de Côtes-d'Armor de la Bretaña región de Francia . En 2015 fue votado como "el pueblo preferido por los franceses".  Se encuentra a 3 kilómetros al noroeste de la ciudad de Perros-Guirec.
Una característica sobresaliente de la zona es la roca de granito rosa y las arenas de la costa de Côte de Granit Rose . Los edificios de interés son el molino de mareas y el faro de Ploumanac'h . La ermita de Saint Guirec da a la playa, frente a su pequeño oratorio del siglo XII, que está rodeado por el mar durante la marea alta. El pequeño castillo no está abierto al público, pero fue el lugar donde Henryk Sienkiewicz escribió Quo Vadis y ganó el Premio Nobel de Literatura .

## Geografía
El pueblo de Ploumanac'h se encuentra a 3 kilómetros al noroeste del centro de la ciudad de Perros-Guirec. En coche, solo se puede acceder por una carretera, la D788 entre Perros-Guirec y Trégastel en el cruce que se encuentra debajo del pueblo de La Clarté y su semáforo .

## Geología

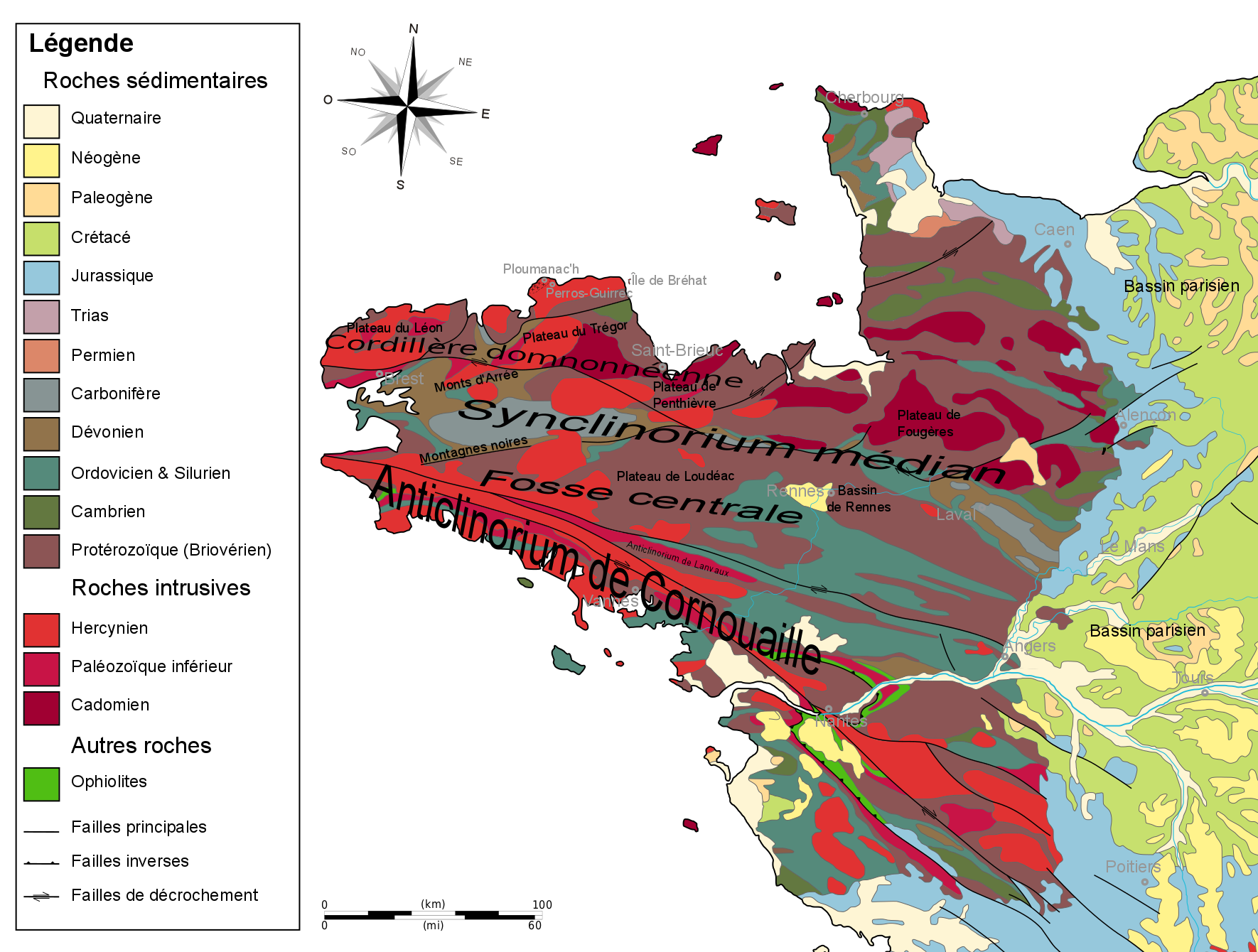
Mapa geológico.

En la costa de granito rosa, formaciones sedimentarias y volcano-sedimentarias más o menos metamórficas del Brioveriense son cortadas por el inmenso batolito granítico intrusivo cadomiano de Bréhat-Perros-Guirec. Al oeste se ha configurado el macizo granítico de Ploumanac'h, de dimensiones modestas (elipse de 12,4 x 7,7 km teniendo en cuenta el hundimiento progresivo en el mar de una plataforma con escollos). Este macizo de Trégorrois muestra una notable disposición de las diferentes unidades litológicas en tres aureolas concéntricas. Constituido por la intrusión sucesiva de tres cuerpos magmáticos, este plutón polifásico produce lo que se denomina un " complejo centrado ». Este macizo granítico es accesible en todos sus componentes gracias al corte de la orilla, la importancia de la playa y la cantidad de islotes graníticos próximos a la costa. La variedad petrográfica y estructural ( foliación, enclaves ) de las rocas magmáticas constituye así un verdadero museo al aire libre para geólogos aficionados y profesionales.

## Toponimia
El nombre Ploumanac'h proviene de la deformación del bretón Poull Manac'h, que significa " el estanque del monje ". Aquí, el elemento " chapoteo por lo tanto no es de plebs ”, parroquia », al contrario de muchas ciudades bretonas. Cuenta la tradición que San Guirec desembarcó en la orilla de Ploumanac'h en el siglo VII , un oratorio posterior que conmemora esta llegada.

## Climatología
Debido a su ubicación en la costa del Canal, el clima de Ploumanac'h es templado oceánico . La ciudad está sujeta a influencias marítimas durante todo el año, con veranos e inviernos templados. La nieve es rara y la lluvia es moderada.
| Mes                           | Ene. | Feb. | Marzo | Abril | Mayo | Junio | Jul  | Agosto | Sep. | Oct. | Nov. | Dic.  | año   |
| ----------------------------- | ---- | ---- | ----- | ----- | ---- | ----- | ---- | ------ | ---- | ---- | ---- | ----- | ----- |
| Temperatura mínima media (°C) | 5,7  | 5,4  | 6,3   | 7,9   | 10   | 12,6  | 14,2 | 14,6   | 13,7 | 11,5 | 9,3  | 5,9   | 9,8   |
| Temperatura máxima media (°C) | 9,5  | 9,8  | 11,3  | 13,6  | 15,7 | 18,3  | 20,1 | 20,2   | 19,4 | 16,6 | 13,5 | 9,9   | 14,8  |
| Precipitación (mm)            | 82,8 | 65   | 58,2  | 47,2  | 58,6 | 48,8  | 55,3 | 46,4   | 31,1 | 74,6 | 93,4 | 101,4 | 762,8 |

Fuente: meteociel

## El puerto

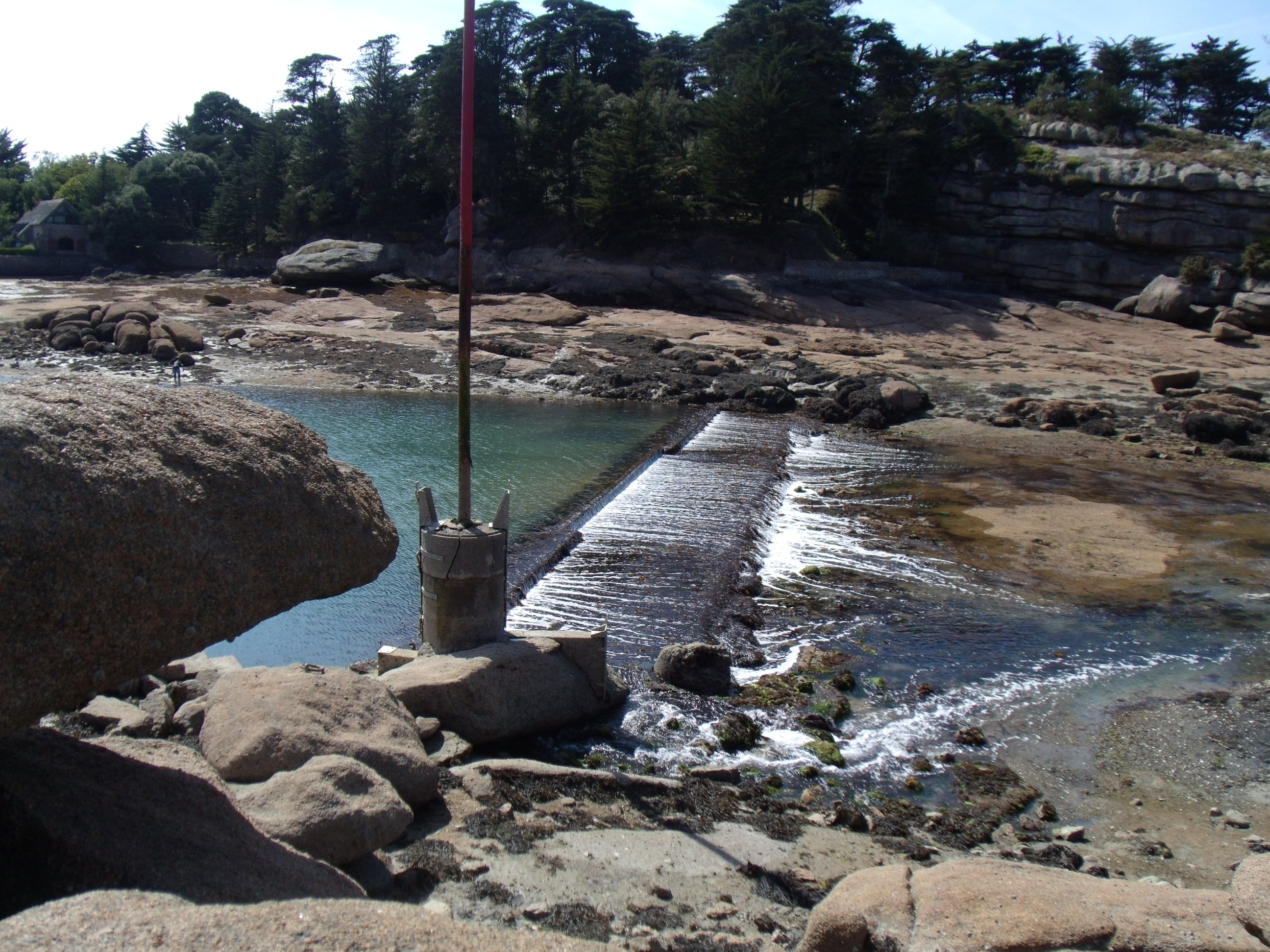
El fondo con la marea muy baja.

El puerto natural de Ploumanac'h es uno de los más protegidos de la costa norte de Bretaña. Está formado por el encuentro de los dos arroyos del Traouïero (el Traouïero grande y el pequeño). En 1861, los marineros de Ploumanac'h pidieron al Ministerio de Obras Públicas que construyera un embarcadero para permitir la comunicación entre barcos y tierra en cualquier tiempo. El lugar elegido es Pen-an-Crec'h, donde las rocas circundantes se utilizan para la construcción de una grada, destinada a los barcos de pesca locales. La grada se construirá alrededor de 1883.
Hoy en día, el puerto es relativamente grande porque tiene 250 atracaderos de boyas, así como 150 atracaderos de playa . Incluso en caso de marea muy baja, siempre hay un poco de agua en el puerto debido a la presencia de un umbral a −2,55 m  . En la entrada del puerto se muestra una escala de altura del agua que permite saber si es posible cruzar el umbral en relación con el calado del barco. Allí está anclado el cúter Kotick (catalogado como monumento histórico). En temporada, salen lanzaderas turísticas desde el puerto en dirección a Sept-Îles .

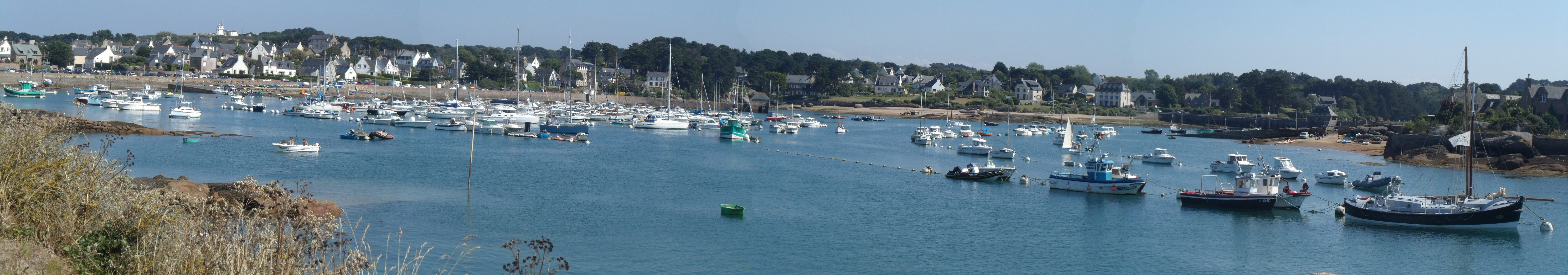
Vista desde el molino de mareas de Trégastel.

## Molino de mareas

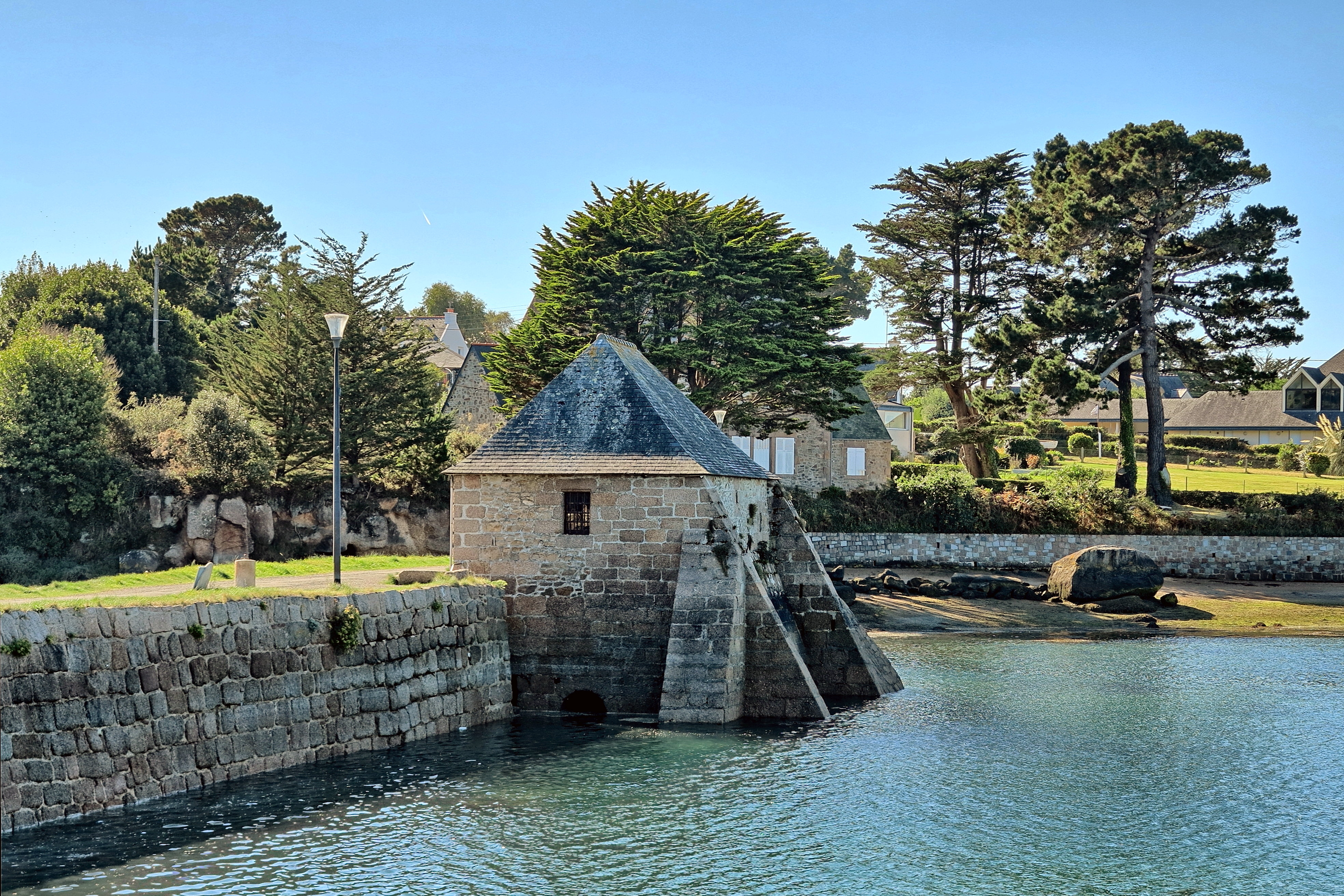
El molino de mareas en 2021.

El molino de Ploumanac'h, funciona gracias al flujo y reflujo de la marea y está situado en el fondo del valle de Petit Traouïero. Parece que un primer molino funcionó en este lugar desde el XIV Fue en 1833 cuando lo reemplazó un nuevo molino, de dos ruedas. En 1888, el edificio fue ampliado y cubierto con un techo de tejas rojas, de ahí su nombre Milin Ru (el molino rojo en bretón, a diferencia del otro molino que se llamaba Milin Glaz, el molino azul). A partir de 1892 el molino se utilizó para hacer helados con una máquina diseñada por Pictet . Este hielo se utilizaba para conservar el pescado que traían los pescadores de Ploumanac'h.
En 1896, Bruno Abakanowicz compró este molino a un panadero. En 1904 y los años siguientes, los habitantes protestaron contra la construcción de vallas en la calzada, que prohibían el paso. En 1919-20, el molino dejó de funcionar. En 1965 se habló de construir allí una casa habitación, pero en 1968 el ingenio fue comprado por el municipio. Los primeros trabajos de renovación están dirigidos por el arquitecto de los edificios de France Bideau, con un proyecto de museo, conservando la toponimia original. Sin embargo, el trabajo no continuó. El techo, originalmente de paja, luego de tejas rojas en el XIX  _ siglos XIX. Y XX, y de pizarra desde 1965.

## El faro

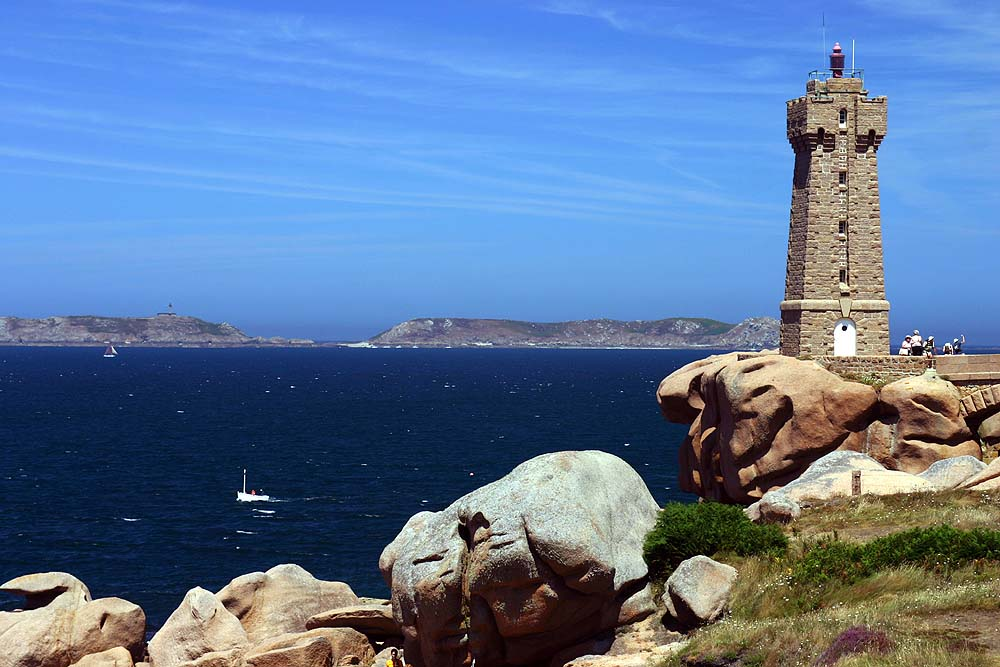
El faro con el archipiélago de Sept-Îles al fondo.

El primer faro de Ploumanac'h (o faro de Mean Ruz ) data de 1860. Destruido en 1944, fue sustituido por el faro actual en 1945. Indica la entrada al paso que conduce al puerto de Ploumanac'h. 
De noche, es identificable gracias a su luz roja con ocultaciones con un sector blanco, siendo este último color visible solo entre la isla Tomé y la isla Rouzic.
Desde el faro, hay una vista directa del castillo de Costaérès, Île Renote y Sept-Îles .

## Playas
- La Bastilla : esta cala, situada entre la playa de Saint-Guirec y el puerto de Ploumanac'h, toma su nombre del hecho de que en el pasado desempeñó el papel de fortaleza. En 1856, se planeó construir un faro en la cima de la roca Castel Braz que domina la playa y culmina a una altura de 28 metros . Sin embargo, el proyecto fue abandonado en favor del sitio Mean-Ruz.
- Anse Saint-Guirec (o playa de Saint-Guirec), el sombrero de Napoleón es una roca que domina la bahía..

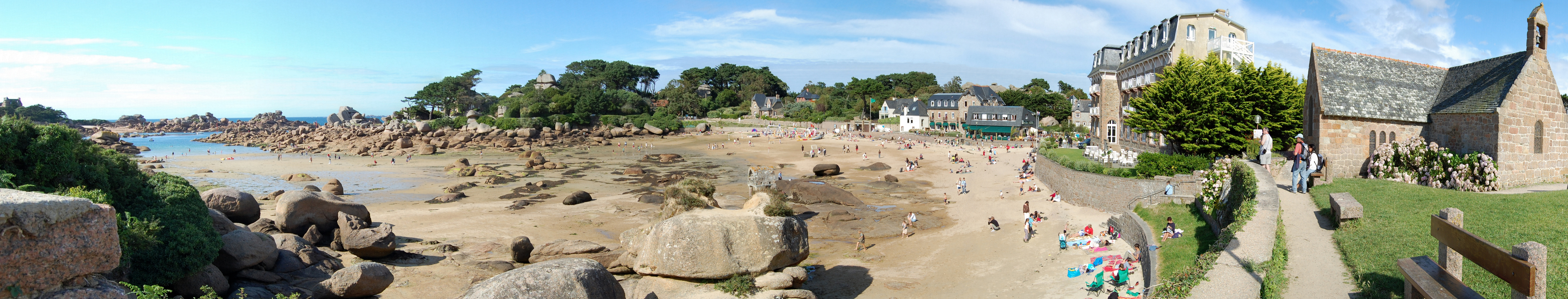
Vista panorámica de Anse Saint-Guirec en 2007 desde la capilla de Saint-Guirec (en el extremo derecho) ; el oratorio de Saint-Guirec es visible en el centro del panorama y el castillo de Costaérès en el extremo izquierdo.

## Edificios religiosos

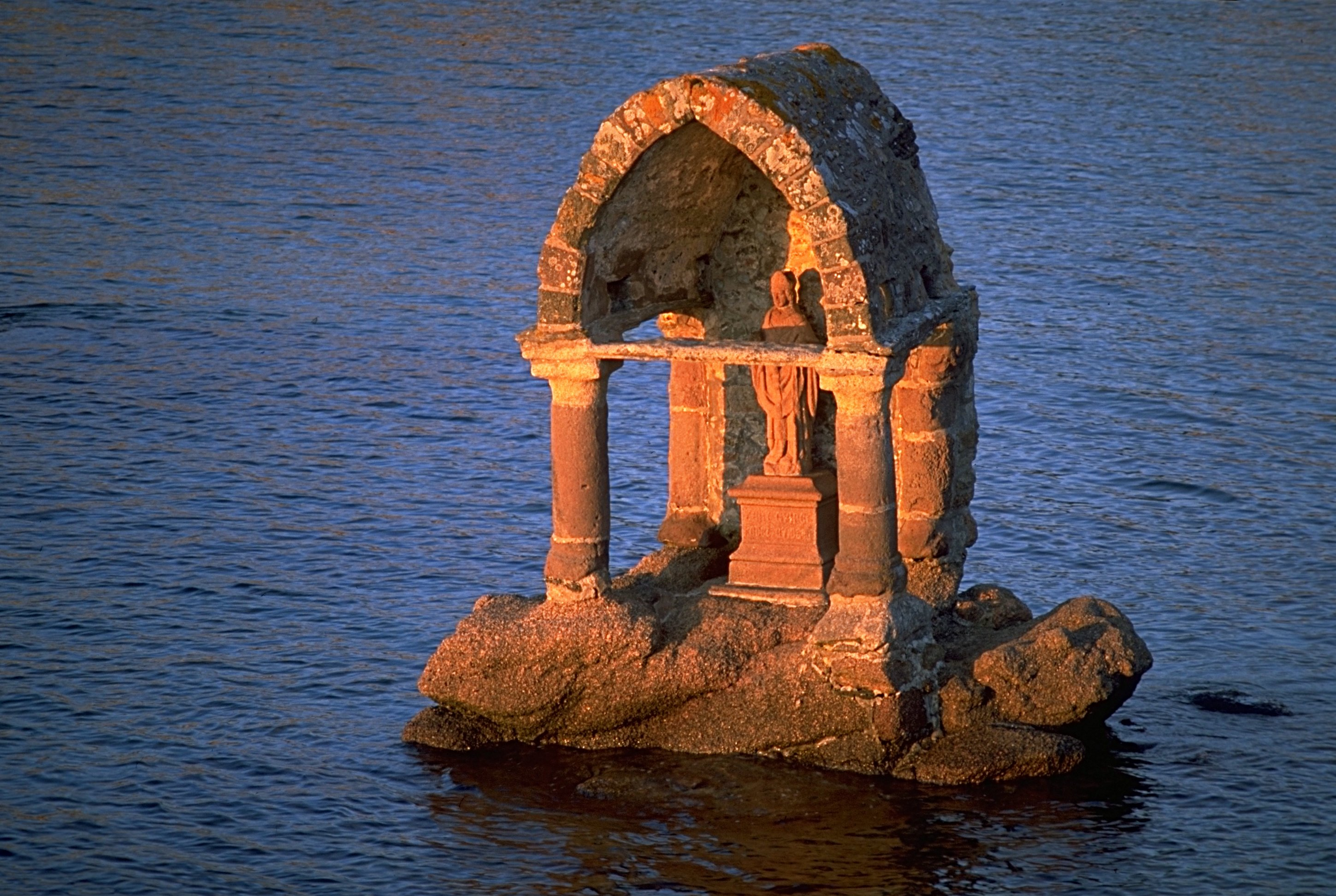
El oratorio de Saint-Guirec durante la marea alta.

- El oratorio de Saint-Guirec : según la leyenda, fue en esta playa donde el monje Saint Guirec desembarcó en el VII VII siglo Un oratorio, construido directamente en la playa en el XI XI. siglo, perpetúa la memoria del santo ;
- La capilla de Saint-Guirec:[11] en XVI decimosexto siglo, los monjes de la abadía de Begard construyeron un edificio de piedra. Este primitivo edificio fue restaurado en el XVIII . Y XIX _ siglos Fue ampliada por primera vez a principios del XX . siglo, y nuevamente en 1938 : se añaden así dos transeptos a la nave original. Esta capilla marinera alberga, entre otras cosas, un Cristo en la cruz, un San Julián vestido de soldado romano, del XV . del siglo XVI, una piedad y un San Sebastián, del XVI XVI siglo, un San Yves así como una pintura que representa: Cómo San Guirec llegó a Bretaña, óleo sobre lienzo de Albert Clouard (1866-1952) ;
- El Calvario de la capilla de Saint-Guirec .

## Personajes famosos
- La novelista francesa Violette Leduc (1907-1972)[12] allí pasaba sus vacaciones.
- El pintor Georges Sabbagh, padre del hombre de la televisión de los años 1950-1970 Pierre Sabbagh (nativo de Lannion) permaneció allí de 1916 a 1936 e hizo construir una casa[13] en 1933[14]
- El pintor Henri Rivière (1864-1951) dejó en particular dos cuadros relacionados con Ploumanac'h.[15][16]
- El pintor André-Léon Vivrel (1886-1976) frecuentó Ploumanac'h y lo convirtió en uno de sus temas favoritos.[17]

## Turismo
Unas 800 000 personas recorren el sendero de la aduana, un tramo del GR 34, en Ploumanac'h cada año, incluyendo 350 000 en julio y agosto. La elección de Ploumanac'h en 2015 como " Pueblo favorito de los franceses " ayudó a aumentar la asistencia.